# Clube Recreativo Zebreirense
O Clube Recreativo Zebreirense é um clube português localizado na freguesia de Foz do Sousa, Município de Gondomar, Distrito do Porto. O clube foi fundado em 1 de Maio de 1973 e o seu atual presidente é Chico. Os seus jogos em casa são disputados no Campo São Jorge.
A equipa de futebol sénior participou, na época de 2007/08, na 2ª Divisão da Associação de Futebol do Porto.